# 元気でいてね
『元気でいてね』（げんきでいてね）は、2001年4月21日にリリースされた小林幸子のシングル（CODA-1961）。

## 概要
- 2001年公開の映画、『クレヨンしんちゃん 嵐を呼ぶ モーレツ!オトナ帝国の逆襲 』主題歌。前年の『クレヨンしんちゃん 嵐を呼ぶジャングル』に続いての主題歌起用となった。歌手名義は「こばやしさちこ」。
- c/wの「オラタチはにんきもの」の原曲は「オラはにんきもの」。“野原しんのすけ（声：矢島晶子）”とのデュエット曲で、“さっちゃんしんちゃん”名義となっている。
- オリコンではチャートインしなかった。

## 収録曲
1. 元気でいてね （作詞：白峰美津子 作曲・編曲：岩﨑元是）
2. オラタチはにんきもの （作詞：里乃塚玲央 作曲：小杉保夫 編曲：渡部チェル）
3. 元気でいてね（オリジナル・カラオケ）
4. オラタチはにんきもの（オリジナル・カラオケ）